# Syndicate (videojuego de 2012)
 Syndicate  es un videojuego de acción en primera persona que fue lanzado el 21 de febrero de 2012 en América del Norte (NA) y el 24 de febrero de 2012 en Europa (EU) para Xbox 360, PlayStation 3 y Microsoft Windows. Es un remake del videojuego Syndicate desarrollado por Bullfrog Productions y lanzado en 1993.

## Personajes
- Miles Kilo es el protagonista del videojuego. Es un agente de Eurocorp.
- Jules Merit es un agente superior de Eurocorp.
- Lily Drawl es una agente superior de Eurocorp.

## Sinopsis
En 2017, la mega-corporación Eurocorp nace tras la fusión corporativa más grande del mundo. En 2025, Eurocorp libera el chip DART, un implante neural que permite a los usuarios acceder a la dataverse y a la mayoría de los dispositivos electrónicos obsoletos. Como resultado del chip DART, el mundo ya no está gobernado por los gobiernos, sino por las grandes mega-corporaciones conocidas como Sindicatos. Sin embargo, sólo la mitad de la población mundial abarca el chip, mientras que los unchipped son abandonados y se les niega los mismos beneficios que ofrece sus contrapartes. Por otra parte, el espionaje corporativo por el dominio entre sindicatos se convierte en la norma, lo que resulta la creación de agentes: encargados de hacer cumplir la bioingeniería y de chip aumentada que protegen los intereses de sus amos corporativos.
El juego está ambientado en 2069 y el jugador controla al agente Miles Kilo, el último agente Eurocorp, equipado con el nuevo prototipo de DART 6 chips creado por el científico Eurocorp Drawl Lily. Después de una prueba exitosa de las capacidades del chip, el CEO Eurocorp Jack Denham le asigna a matar la contraparte de Lily en el sindicato rival Aspari. Acompañado por su mentor el agente Jules Merit, Kilo ataca la rama de Los Ángeles de Aspari y a Chang, quien se suicida. Kilo recupera su chip. Kilo también descubre de una conversación cifrada que Lily ha estado compartiendo información con Chang en la creación de DART 6 chip. Después de combatir las fuerzas del West Meld Solutions y un agente Aspari, Kilo y Merit escapan y regresan a HQ de Eurocorp en Nueva York, pero Merit es gravemente herido en el proceso.
Aunque sorprendido por la traición de Lily, Denham decide tener a Kilo y Merit bajo vigilancia ya que es demasiado valioso como para simplemente eliminar. A medida que observaba desde su apartamento, Lily tiene una conversación enojada con una persona llamada Kris antes de que fuera secuestrada por el sindicato Caimán-Global. Kilo combate a las fuerzas globales Caimán y sigue a los secuestradores de Lily tomando un paseo en uno de sus transportes a su base flotante en el Océano Atlántico. Kilo mata a un importante agente de Caimán-Global y rescata a Lily, y descubren que el sindicato está preparando una guerra contra Eurocorp.
De regreso en Nueva York, Kilo y Lily andan en Downzone, donde vive la población de clase baja unchipped. Se separan y se dirigen hacia la HQ de Eurocorp, Kilo es aparentemente traicionado por Lily, y se encuentra en una trampa de minas EMP, hiriéndolo gravemente. Después de que sus chips estén de nuevo en línea, Kilo da la orden de capturar o matar a Lily. Después de luchar frente a los subversores, Kilo se entera de que su líder Kris, exnovio y compañero de Lily, es responsable de instigar una guerra entre los sindicatos. Kris revela que comenzó la guerra para que pudiera introducirse en el Dataverse y matar a los sindicatos y su población como castigo por abandonar la unchipped. Sin embargo, Lily está en contra de la idea, y quiere encontrar una solución pacífica para el cuidado de Sindicatos de la población. Finalmente, Kilo pelea con Kris, que termina con Kris intentando un suicidio con una bomba. Kilo aprehende a Lily, y (dependiendo de la elección del jugador) puede matarla o dejarla ir. Si Kilo trata de matarla, un interruptor instalado para evitar precisamente lo detiene, y si la deja ir, Kilo es aturdido por una granada, hiriéndole gravemente. De cualquier manera, Lily es capturada.
En la HQ de Eurocorp en Nueva York, Denham y Merit creen que Kilo tiene una muerte cerebral y lo mandan a ser reiniciado mientras planean recuperar el chip de Lily como cualquier información útil sobre DART 6. Kilo pronto comienza a recordar su pasado secreto: él descubre que Denham dirigió un equipo Eurocorp para matar a sus padres y secuestrarlo siendo un bebé, ya que tenía los genes perfectos para convertirse en un agente. Ahora, sabiendo la verdad, Kilo escapa de sus ataduras y rescata a Lily. Ella le revela que todos los agentes de Eurocorp como él y Merit fueron secuestrados cuando eran niños debido a su compatibilidad genética, y sus recuerdos se han modificado a fin de que manteniera lealtad a Eurocorp. Lily creó el DART 6 con la esperanza de usarlo para hacer que los Sindicatos mantenieran su humanidad y se preocuparan de los civiles, las víctimas de sus guerras, pero se da cuenta de que ella era ingenua al pensar así.
Kilo y Lily van a la oficina de Denham para evitar que active el interruptor de la matanza de sus chips de DART como Caimán-Global ataca la HQ de Eurocorp. Kilo tiene que luchar contra dos fuerzas, Eurocorp y Caimán-Global, así como varios agentes Eurocorp. Una vez que se llega a la cima de la torre, Kilo se ve obligado a luchar con Merit y otros dos agentes, quienes están bajo las órdenes de Denham para matarlo. Kilo derrota a los dos agentes y a Merit. Kilo luego se dirige hacia la oficina de Denham, que había activado el interruptor de la matanza, que comienza a afectar a los movimientos de Kilo. Kilo, debilitado, se enfrenta a Denham. Confiesa secuestrarle cuando era un niño, alegando que él le dio una vida mejor para darse cuenta de su potencial y cómo los Sindicatos están haciendo un mundo mejor. A medida que el interruptor de la matanza lentamente toma el cuerpo de Kilo, Denham se regodea en la destrucción de los barrios bajos. Sin embargo, Kilo se las arregla para luchar. Al no tener escapatoria, Denham se deja caer sobre una repisa donde muere. Lily llega y revela a Kilo que ella mintió sobre Denham, lo estaba usando para distraer a Denham con el fin de liberar a los dos desde el control de Eurocorp. Ahora un hombre libre y con Eurocorp en ruinas, Lily le da una pistola a Kilo, quien le dice que ahora depende de él decidir lo que quiere hacer a continuación.

## Crítica
Edge le dio una puntuación de 6/10. GameTrailers le dio 8.2/10. IGN un 7.5/10. 3DJuegos le dio un 7.7/10 y Giant Bomb le puso 5 estrellas.